# Rudolf Karsch
Rudolf Horst Karsch (ur. 26 grudnia 1913 w Lipsku, zm. 11 grudnia 1950 w Erfurcie) – niemiecki kolarz torowy, brązowy medalista olimpijski.

## Kariera
Największy sukces w karierze Rudolf Karsch osiągnął w 1936 roku, kiedy zdobył brązowy medal w wyścigu na 1 km podczas igrzysk olimpijskich w Berlinie. W zawodach tych wyprzedzili go jedynie Arie van Vliet z Holandii oraz Francuz Pierre Georget. Był to jedyny medal wywalczony przez Karscha na międzynarodowej imprezie tej rangi. Był to również jego jedyny start olimpijski. Ponadto wielokrotnie zdobywał medale torowych mistrzostw kraju, w tym dwa złote w swej koronnej konkurencji w latach 1934 i 1937. Nigdy nie zdobył medalu na torowych mistrzostwach świata.